# TV Num
 (mai 2025).
Si vous disposez d'ouvrages ou d'articles de référence ou si vous connaissez des sites web de qualité traitant du thème abordé ici, merci de compléter l'article en donnant les références utiles à sa vérifiabilité et en les liant à la section « Notes et références ».
TV Num est un ancien bouquet de chaînes payantes exploitant uniquement la télévision numérique terrestre en France, commercialisé par l’opérateur commercial TV Numeric.

## Historique
TV Numeric est lancé le 1er janvier 2007, à la suite de la fusion de TPS avec Canalsat. Le 1er janvier 2009, TV Numeric, succède à TPS. TPS était le bouquet de TF1 et de M6, rachetée fin 2005 par Canalsat.
TV Numeric contient toute la TNT gratuite, et quelques chaînes de la TNT payante.
Le 18 janvier 2010, TV Numeric rachète son concurrent TNTop. À ce titre, TV Numeric devient TV Num.
Siège social : TV Numeric 24-26, rue Louis-Armand 75015 Paris.
Un accord est finalisé courant 2008, par les différents acteurs de la TNT gratuite, et le C.S.A., pour faire de TV Numeric, le leader incontesté de la distribution, de décodeurs de TNT gratuite, en France. Afin de faciliter l'accès à la TNT, en vue de l'extinction de l'analogique, et du passage à la télé tout numérique.
Ce changement a pour but, de renforcer l'image de la télévision numérique terrestre française payante, qui n'est pas performante.
La disparition de deux chaînes payantes, disponibles dans l'offre TV Numeric, sont actées : Canal J et AB1, en 2009.
TV Numeric distribue, exclusivement sur la TNT payante, les chaînes : TPS Star (Canal+ / TF1), Paris Première (Groupe M6), les chaînes de Canal+ Le Bouquet (Canal+ Cinéma et Canal+ Sport), CFoot, Planète+ (Groupe Canal+), TF6 (TF1 et M6), LCI et Eurosport (Groupe TF1).
Le 4 avril 2012, la chaîne TPS Star cesse la diffusion de ses programmes sur le câble, l'ADSL, Canalsat, et le satellite. Depuis le 5 avril 2012, TPS Star continue à diffuser ses programmes, sur la TNT payante, dont TV Num, et sur l'île de la Réunion uniquement. 
À partir du 1er mai 2012, TV Num cesse définitivement la diffusion sur son réseau de la chaîne payante TPS Star.
La chaîne CFoot s'arrête le 31 mai 2012, à l'issue de la diffusion de la saison de la Ligue 1 et Ligue 2.
En octobre 2012, la société est placée en redressement judiciaire avant d'être liquidée en décembre 2012. À l'heure actuelle, le site internet n'est plus accessible. 
Tv Num relaye lundi 21 janvier 2013 le service Canal+ par la TNT, avec la TNT Gratuite, le mini-pack de 5 chaînes payantes, et les chaînes Canal+.
Le 31 décembre 2012 à 23 h 59, TV Num a cessé d'exister, et cesse ses programmes le 20 janvier 2013 à 23 h 59. Son site internet redirige vers celui de Canalsat.

### Identité visuelle (logo)

Logo de 2007 à 2010
logo de 2010 à 2012

## La technologie
Le contrôle d'accès
TV Numeric s’appuie sur l’expertise technique de Logiways, société spécialisée dans la fourniture de solutions logicielles et techniques pour la télévision numérique, pour développer ses terminaux. TV Numeric et Logiways, sociétés du même groupe s'occupe, de la logistique des décodeurs. Le système de contrôle d’accès sécurisé (CAS) utilisé est « Safe Access » dont TV Numeric a acquis la licence auprès de Logiways.
La distribution
TV Numeric s'appuie sur un réseau national, avec la plupart des GSA/GSS, et plus de 2000 distributeurs de proximité. Dont la spécialisation est l'installation d'antenne, et la vente de produits Bruns. Logiways est le partenaire exclusif de TV Numeric, pour les fabrications de décodeurs du groupe TV Numeric. Éditeur et distributeur des décodeurs "TV Num" : TV Numeric.

## SelecTV
Le groupe TV Numeric prépare SelecTV. Cette offre a été sélectionnée par le CSA en mai 2011, pour distribuer exclusivement de la VOD (Vidéo à la Demande) sur le satellite, et sur la TNT payante. 
L'offre prévoit 200 heures de programmes gratuits, téléchargés et réactualisés en permanence, stockés automatiquement et directement, dans le disque dur du décodeur.
Le service devait initialement être lancé fin 2011 sur le multiplex R3 de la TNT payante et dès septembre 2011 sur Fransat. Mais face à l'appauvrissement de l'offre payante de la TNT et à la concurrence, TV Num est placé en liquidation judiciaire en 2012. Début 2013, faute de fonds, SelecTV qui espérait lancer son service avant l'été de la même année est à son tour liquidé.